# Downcycling

Downcycling symbol

Downcycling is een term uit de recyclingwereld, waarbij de gerecycleerde grondstof niet meer de zuiverheid van de oorspronkelijke grondstof heeft. Wanneer een afvalproduct opnieuw tot grondstof wordt verwerkt, zodat er opnieuw een product uit gevormd kan worden, wordt dit recycling genoemd. In veel gevallen is er echter sprake van een degradatie van de grondstof. 
Met de huidige inzamelings- en verwerkingstechnieken is de kwaliteit van hergebruikte grondstoffen doorgaans minder. De voornaamste redenen zijn economisch: het zoheten "upcyclen" (het tegenovergestelde van downcyclen, waarbij de kwaliteit juist omhoog gaat) is vaak technisch wel mogelijk, maar economisch niet rendabel. Zolang wetgeving en noodzaak op dit punt ontbreken, zal het slechts mondjesmaat worden uitgevoerd. 
De mate waarin een materiaal downcycling ondergaat tijdens recycling, hangt van meerdere factoren af. Kunststoffen zijn bijvoorbeeld gevoeliger voor downcycling dan metalen en glas. Thermoplasten degraderen bijvoorbeeld zowel door gebruik (veroudering door UV-licht) als door recycling (door de gebruikte warmte). 
Metalen en glas kunnen echter ook degraderen. In deze gevallen heeft dit echter niet met het materiaal zelf, maar met de mate van complexiteit van de samenstelling van doen. Een voorbeeld van downcycling bij glas is het hergebruik van glaswerk uit de glasbak. Wanneer glas van verschillende kleuren in dezelfde bak terechtkomt, dan kan van het gebroken glas alleen nog bruin glaswerk gevormd worden. Bij metalen speelt het een rol of het metaal gelegeerd is of niet. Een zuiver metaal kan zowel als zuiver metaal als in een legering verwerkt worden.
De term downcycling werd sinds 2002 bekender door het boek van William McDonough en Michael Braungart Cradle to Cradle: Remaking the Way We Make Things.